# Garden Bridge (London)
Die Garden Bridge ist ein nicht realisiertes Projekt für eine Fußgängerbrücke über die Themse in London. Sie sollte die City of Westminster auf der Nordseite mit Lambeth auf der Südseite verbinden. 
Das Besondere an dieser Brücke sollte die großflächige Bepflanzung mit Bäumen, Blumenbeeten und Gebüschen sein. Die Brücke sollte 367 Meter lang und 30 Meter breit sein. Das Projekt wurde von Thomas Heatherwick in Zusammenarbeit mit Arup entworfen, während Dan Pearson für die Gartengestaltung zuständig sein sollte. Aus Kostengründen wurde das Projekt im August 2017 eingestellt.

## Planung
Das Projekt geht auf eine Idee der Schauspielerin Joanna Lumley im Jahr 1998 zurück. Im November 2013 erfolgte die Gründung des Garden Bridge Trust, um die Finanzierung und den Bau der Brücke zu organisieren; Vorsitzender war Lord Davies of Abersoch. Die Kosten der Brücke wurden im Juli 2014 auf 175 Millionen Pfund veranschlagt, wobei Londons Bürgermeister Boris Johnson und die HM Treasury je 30 Millionen zusicherten, der Rest sollte privat finanziert werden. Das Baugenehmigungsverfahren wurde am 30. Mai 2014 eingeleitet. Der Rat des London Borough of Lambeth (zuständig für die Südseite), erteilte am 12. November 2014 dem Projekt seine Zustimmung, der Rat der City of Westminster (zuständig für die Nordseite) tat dasselbe am 2. Dezember 2014. Die Bauarbeiten hätten im Laufe des Jahres 2015 beginnen sollen, die Eröffnung war für das Jahr 2018 vorgesehen. Während der Designphase griffen Arup und Thomas Heatherwick auf den Einsatz von Building Information Modeling zurück.

## Kritik und Projekteinstellung
Das Projekt war stets umstritten. Im November 2014 wurde bekannt, dass die Brücke nicht von Radfahrern oder von Gruppen mit mehr als acht Personen benutzt werden könne; ebenso sollte sie von Mitternacht bis 6 Uhr morgens gesperrt sein. Obwohl die Brücke eigentlich ein privat finanziertes Projekt war, sollte sich die öffentliche Hand mit 60 Millionen Pfund daran beteiligen. Die City of Westminster machte die Genehmigung davon abhängig, dass Transport for London dauerhaft die Unterhaltskosten übernehme, die auf jährlich 3,5 Millionen Pfund geschätzt wurden. Außerdem sei die Brücke nichts weiter als ein „Eitelkeits-Projekt“, mit dem sich Bürgermeister Johnson profilieren wolle.
Das Projekt wurde im August 2017 eingestellt, da die Projektkosten nach einer von der Parlamentarierin Margaret Hodge durchgeführten Untersuchung auch die zuletzt veranschlagten £200 Millionen überstiegen hätten. Das Projekt hatte bis dahin £46 Millionen öffentlicher Mittel verschlungen.